# Piotr Piekarski
Piotr Piekarski (ur. 10 kwietnia 1964 w Brusach) – polski lekkoatleta, biegacz.

## Osiągnięcia
Zawodnik Zawiszy Bydgoszcz (1980-1997), jego trenerem był Sylwester Niebudek. Specjalizował się w biegu na 800 m. 9-krotny mistrz kraju na 800 m i 4 × 400 m oraz 2-krotny halowy mistrz Polski na 400 m i 800 m. Olimpijczyk z Barcelony (1992).
Podczas mistrzostw Europy juniorów w Schwechat (1983) zdobył w biegu na 800 m srebrny medal (1:47,70 s). Największe sukcesy w karierze odnosił w latach 1990-1991. Był brązowym medalistą mistrzostw Europy seniorów w Splicie (1990) z wynikiem 1:45,76 s; w finale mistrzostw świata w Tokio (1991) zajął piąte miejsce (1:45,44 s). Podczas zawodów Pucharu Europy w Moskwie (1985) był drugi (1:49,73 s).
W 1990 zajął 10. miejsce w Plebiscycie Przeglądu Sportowego na najlepszych sportowców Polski. Podoficer Wojska Polskiego.

## Rekordy życiowe
Na stadionie
- bieg na 400 m – 47,41 (10 września 1983, Bydgoszcz)
- bieg na 800 m – 1:45,20 (9 września 1990, Rieti – Włochy) – 11. wynik w historii polskiej lekkoatletyki
- bieg na 1000 m – 2:19,92 (8 sierpnia 1989, Budapeszt – Węgry)
- bieg na 1500 m – 3:43,07 (30 marca 1993, Dreux – Francja)

W hali
- bieg na 400 m – 48,82 (19 lutego 1984, Zabrze)
- bieg na 800 m – 1:49,92 (luty 1987)